# Francesco Pujia
Francesco Puija (Filadelfia, 29 dicembre 1861 – Roma, 28 agosto 1943) è stato un magistrato e politico italiano.
In magistratura dal 1899, è stato pretore a Guarino e Ferentino, sostituto procuratore a Lecce, Roma e Trapani, consigliere e presidente di sezione della Corte di cassazione.
È fratello dell'arcivescovo di Reggio Calabria Carmelo Pujia e del teologo Antonio Pujia.